# Dom Hemingway
Dom Hemingway ist eine britische Tragikomödie von 2013, geschrieben und inszeniert von Richard Shepard. Die Hauptrolle übernahm Jude Law.

## Handlung
Dom Hemingway wird nach zwölf Jahren aus dem Gefängnis entlassen. Er trifft sich mit seinem besten Freund Dickie, der ihm erzählt, dass sein damaliger Partner Ivan, ihm aus Dankbarkeit, weil Dom ihn damals nicht verraten- und die Strafe allein auf sich genommen hat, eine Entschädigung übergeben will. Nach einer wilden Nacht mit viel Alkohol, reisen sie zu Ivans Villa nach Frankreich. Dom flirtet mit Fontaines Freundin Paolina und wird wütend, dass er wegen Ivan 12 Jahre im Gefängnis saß. Er beginnt, Ivan zu verhöhnen, nennt ihn Ivana und stürmt hinaus. Beim Abendessen entschuldigt er sich und Ivan überreicht Dom 750.000 Pfund. Danach feiern sie mit zwei Mädchen, viel Alkohol und Kokain. Melody, eins der Mädchen, flirtet mit Dom im Swimmingpool des Anwesens, dann fährt die Gruppe in Ivans Auto durch die Nacht, stoßen aber mit einem anderen Auto zusammen, wobei alle aus dem Cabrio herausgeschleudert werden und der Wagen sich mehrmals überschlägt. Während Dom bewusstlos ist, hat er einen Traum von Paolina, die ihn nach seinem Geld fragt.
Er wacht auf, reanimiert Melody und findet Ivan, den ein Teil des Kotflügels aufgespießt hat. Melody sagt Dom, dass er, weil er sie gerettet hat, Glück haben wird, wenn er es am wenigsten erwartet. Dom rennt zurück zur Villa, wo er feststellen muss, dass Paolina sein Geld genommen hat, aber Dickie, der inzwischen auch zu Dom gestoßen ist, sieht Paolina in einem Auto davonfahren. Dom rennt durch den Wald auf die Straße, wo er fast von ihr angefahren wird. Sie fragt ihn, ob sie ihm wie eine Frau vorkommt, die arm sein will, und fährt davon. Später kehren Dom und Dickie nach London zurück und Dom bricht vor der Wohnung seiner entfremdeten Tochter Evelyn zusammen. Er wacht in ihrer Wohnung auf und Evelyns Freund Hugh stellt Dom seinen Enkel, Jawara, vor. Hugh sagt, dass Evelyn darüber verärgert ist, dass Dom sie verlassen hat und im Gefängnis war, wodurch sie ihre Kindheit und er den Tod seiner Frau Katherine verpasst hat. Auf Anraten Hughs, geht Dom zu einem Konzert, bei dem Evelyn in der Band die Sängerin ist, verlässt es aber vorzeitig und trifft sich mit Dickie. Dom sagt, er wolle für Lestor McGreevy Jr. arbeiten, den Sohn von Ivans altem Rivalen.
Dom folgt Lestor auf seiner täglichen Joggingrunde und erfährt, dass Lestor einen Groll hegt, dass Dom seine Katze getötet hat, als Lestor ein Kind war. Er sagt Dom, dass er an diesem Abend in seinen Club kommen soll. Sie schließen eine Wette ab. Wenn er einen elektronischen Tresor öffnet, bekommt er Arbeit, wenn er ihn nicht innerhalb von zehn Minuten öffnet, wird Lestor seine Genitalien abschneiden. Dom und Dickie gehen zu Lestors Club und Dom öffnet einen Safe in 10 Minuten mit einem Vorschlaghammer, nur um zu erfahren, dass der echte Safe in diesem Safe ist. Bevor Lestor Doms Penis abschneiden kann, stürmen Sicherheitskräfte den Raum und die beiden können unbeschadet fliehen. Dom geht zurück zu dem Konzert, dort erzählt Evelyn ihm, dass er nur drei Jahre im Gefängnis gesessen hätte, wenn er Ivan verpfiffen hätte und weil er dies nicht getan hat, hat er ihre Kindheit und den Tod ihrer Mutter verpasst. Evelyn sagt Dom, dass alles, was sie wollte, ein richtiger Vater war. Sie wendet sich von ihm ab und geht.
Am nächsten Tag sieht Dom Melody auf ihrem Motorroller und sagt, er habe kein Glück gehabt. Sie sagt, dass es bald kommen wird. Dom besucht das Grab seiner Frau Katherine und entschuldigt sich bei ihr. Er dreht sich um und sieht seinen Enkelsohn Jawara neben sich sitzen. Er geht mit Jawara aus dem Friedhof und bringt ihn zurück zu Evelyn. Er fragt, ob er die beiden begleiten kann, aber sie sagt, heute nicht. Dom könne aber Jawara am Montag zur Schule bringen, wenn er sich am Sonntagabend nicht zu sehr betrinken würde. Sie trennen sich und er sieht Paolina mit einem älteren Mann ein Restaurant betreten. Er betritt das Restaurant und ergreift Paolinas Hand. Er flüstert ihr Drohungen ins Ohr und küsst sie, bevor er geht. Als er das Restaurant verlässt, lächelt er, denn er hat Paolinas Diamantring von ihrem Finger gestohlen.

## Produktion
Die Dreharbeiten fanden im Herbst 2012 in Saint-Tropez, auf der Isle of Man und in London statt. Produziert wurde der Film von Oscar-Preisträger Jeremy Thomas bei der Recorded Picture Company, mit BBC Films als Finanzier.
Jude Law nahm für seine Rolle 13 Kilogramm an Gewicht zu.

## Veröffentlichung

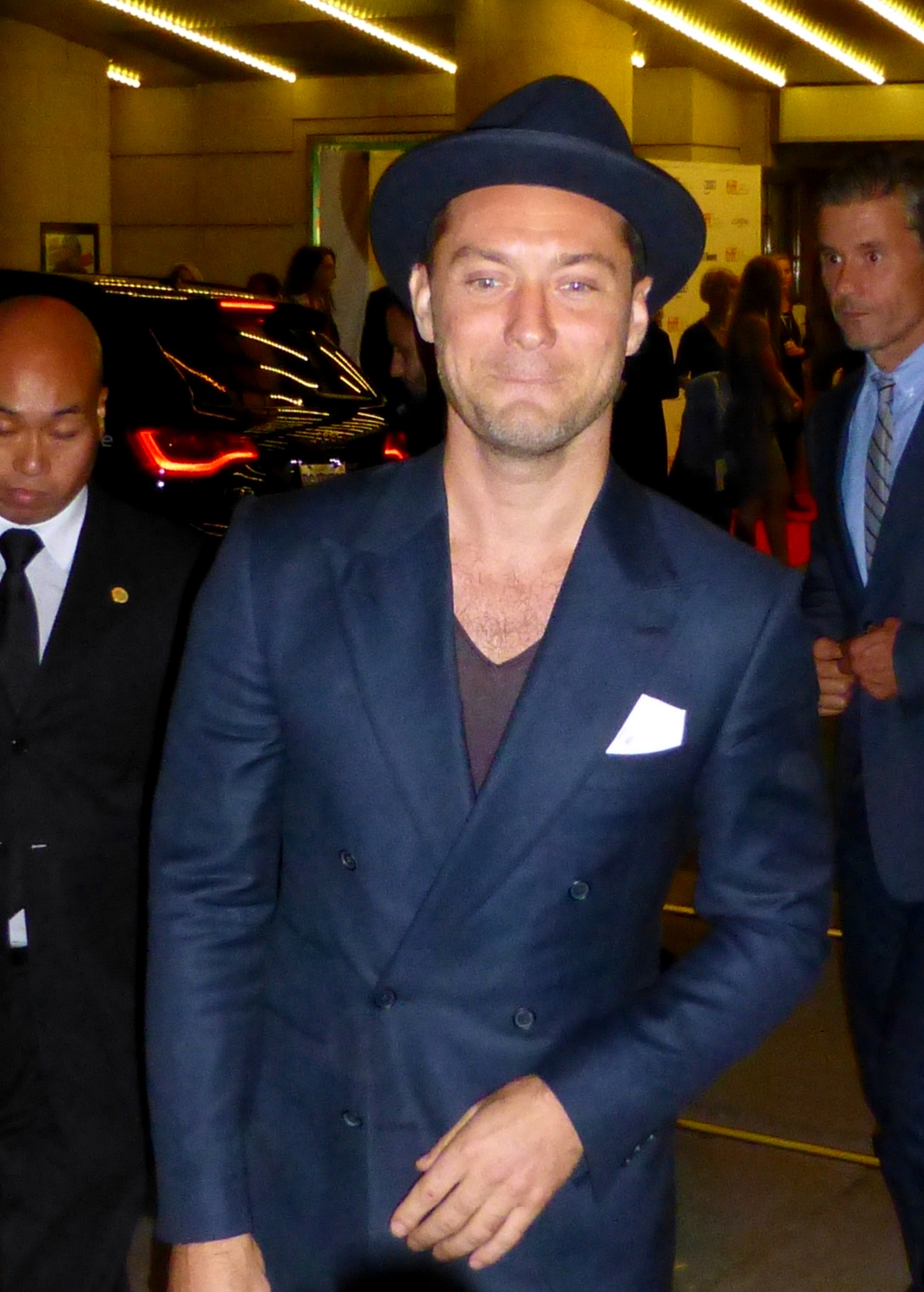
Jude Law 2013 bei der Premiere von Dom Hemingway

Der Film hatte am 8. September 2013 beim Toronto International Film Festival seine Weltpremiere.

## Rezeption
Bei Rotten Tomatoes hat der Film eine Bewertung von 56 %, mit einer durchschnittlichen Punktzahl von 5.87/10, basierend auf 127 Kritiken. Metacritic gibt dem Film eine gewichtete Durchschnittsnote von 55 von 100, basierend auf 37 Kritiken, was „gemischte oder durchschnittliche Kritiken“ bedeutet.